# Pseudosphetta apicalis
Pseudosphetta apicalis là một loài bướm đêm trong họ Noctuidae.